# Marc Parmentier (philosophe)
 (mars 2024).
Marc Parmentier, né le 24 juin 1959 à Roubaix, est un philosophe français.

## Biographie
Marc Parmentier a soutenu sa thèse de philosophie de troisième cycle en 1987 à l'université de Paris-I sous la direction de Michel Serres.
Agrégé de philosophie, ancien élève de l'École normale supérieure, spécialiste de la philosophie du XVIIe siècle et du concept de virtuel, il a été maître de conférences à l'université de Lille de 1989 à 2021.
Il a publié pour la première fois une traduction française des articles de Gottfried Wilhelm Leibniz (1646-1716) consacrés au calcul différentiel,, à la caractéristique géométrique, au calcul des probabilités et à la théorie des jeux,,.
Il a également analysé le dialogue entre Leibniz et John Locke (1632-1704) en reconstituant tous les procédés rhétoriques utilisés par Leibniz dans ses Nouveaux Essais sur l'entendement humain,,.
Il s'est intéressé à la question du virtuel, en étudiant sous un angle philosophique les échanges sur les sites de rencontres,,, puis en publiant des "Archives du virtuel" retraçant l'histoire de cette notion depuis ses origines médiévales au XIIe siècle jusqu'à l'invention de la réalité virtuelle.

## Publications
- Gottfried Wilhelm Leibniz, La naissance du calcul différentiel: 26 articles des Acta Eruditorum, Vrin, coll. « Mathesis », 1995 (ISBN 978-2-7116-0997-0), préface de Michel Serres.
- Gottfried Wilhelm Leibniz, L' estime des apparences: 21 manuscrits de Leibniz, sur les probabilités, la théorie des jeux, l'espérance de vie, Paris, Vrin, coll. « Mathesis », 1995 (ISBN 978-2-7116-1229-1)
- Gottfried Wilhelm Leibniz, Caractéristique géométrique, texte établi par Javier Echeverria, trad. Marc Parmentier, Vrin, coll. "Mathesis", 1995  (ISBN 978-2-7116-1228-4)
- Gottfried Wilhelm Leibniz, Quadrature arithmétique du cercle, de l’ellipse et de l’hyperbole et la trigonométrie sans tables qui en est le corollaire, Paris, Vrin, coll. "Mathesis", 2004.
- Marc Parmentier, Introduction à l'"Essai sur l'entendement humain" de Locke, Paris, PUF, 1999, coll. "Grands livres de la philosophie"
- Marc Parmentier, Leibniz-Locke, une intrigue philosophique: les "Nouveaux essais sur l'entendement humain", Presses de l'Université Paris-Sorbonne, coll. « Expériences & raisons », 2008 (ISBN 978-2-84050-621-8)
- Marc Parmentier, Philosophie des sites de rencontres, Ellipses, coll. « Culture pop », 2012 (ISBN 978-2-7298-7542-8)
- Marc Parmentier, Archives du virtuel, Librairie philosophique J. Vrin, 2023 (ISBN 978-2-7116-3112-4)